# Leo Arons

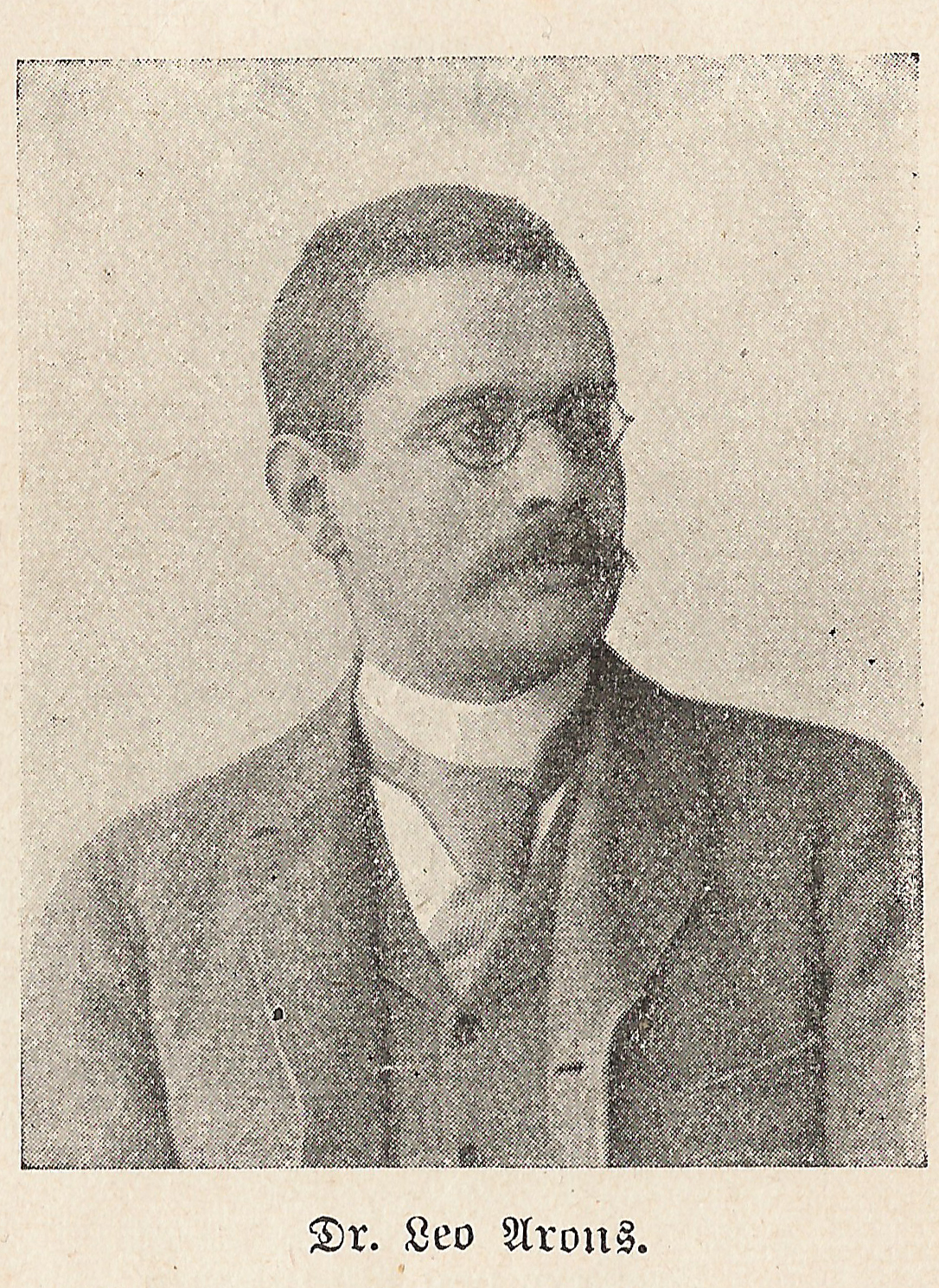
Leo Arons

Martin Leo Arons, född 15 februari 1860 i Berlin, död där 10 oktober 1919, var en tysk fysiker.
Arons blev 1889 privatdocent vid Berlins universitet och föreslogs av filosofiska fakulteten till professor, men blev i stället av undervisningsförvaltningen avlägsnad från universitetet, eftersom han var socialdemokrat. 
Arons utförde omfattande undersökningar över den elektriska ljusbågen och över elektriska vågor. Han konstruerade en kvicksilverbåglampa (1892) och en elektricitetsmätare; så kallad Aronsmätare.